# فيروس نيباه
فيروس نيباه (بالإنجليزية: Nipah virus)‏ واسمه العلمي: نيباه هنيبافيروس (الاسم العلمي: Nipah henipavirus)؛ هو فيروس مُعدٍ حيواني المنشأ، ينتقل عن طريق الخفافيش، خاصة خفافيش الفاكهة وحيوانات مثل الخنازير، ويتسبب بعدوى فيروس نيباه، وهو مرض بمعدل وفيات عالٍ يصيب البشر والحيوانات على حد سواء. نتجت عن هذا الفيروس فاشيات عدة في جنوب وجنوب شرق آسيا. ينتمي فيروس نيباه إلى جانب فيروس هيندرا إلى جنس هينيبا، ويُشكل اسم الجنس اختصارًا لاسم الفيروسين.
صنّفت منظمة الصحة العالمية فيروس نيباه ضمن أمراض لها الأولوية نظرًا لقدرته على نشر وباء، ولا يوجد لقاح للوقاية من العدوى ولا علاج للإصابة. ويمكن لفيروس نيباه، أن يسبب حمى تؤدي إلى تورم الدماغ لدى البشر بما قد يفضي إلى الوفاة.
والإصابة بنيباه مرتبطة بوفاة العشرات في ولاية كيرالا بجنوب الهند منذ ظهور الفيروس هناك لأول مرة في 2018. وجرى رصد الفيروس لأول مرة قبل 25 عامًا في ماليزيا، وأدى منذ ذلك الحين إلى ظهور بؤر للتفشي في بنغلادش والهند وسنغافورة.